# Lisa Ponomar
Lisa Ponomar (* 21. Mai 1997 in Hamburg) ist eine ehemalige deutsche Tennisspielerin.

## Karriere
Ponomar begann mit fünf Jahren das Tennisspielen. Sie spielte hauptsächlich Turniere auf der ITF Women’s World Tennis Tour, bei der sie zwei Einzel- und sechs Doppeltitel gewinnen konnte.
In der deutschen Bundesliga spielte sie 2013 und 2014 für den Zweitligisten Club an der Alster und 2015 für ETuF Essen in der 1. Bundesliga.
Ihr bislang letztes internationales Turnier spielte Ponomar im August 2021. Sie wird daher nicht mehr in der Weltrangliste geführt.

## Turniersiege

### Einzel
| Nr. | Datum        | Turnier    | Kategorie   | Belag   | Finalgegnerin      | Ergebnis      |
| --- | ------------ | ---------- | ----------- | ------- | ------------------ | ------------- |
| 1.  | 2. Juli 2017 | De Haan    | ITF $15.000 | Sand    | Alice Ramé         | 6:4, 6:3      |
| 2.  | 26. Mai 2019 | Cantanhede | ITF $15.000 | Teppich | Karolína Beránková | 6:1, 4:6, 6:3 |

### Doppel
| Nr. | Datum              | Turnier                  | Kategorie   | Belag     | Partnerin                | Finalgegnerinnen                      | Ergebnis         |
| --- | ------------------ | ------------------------ | ----------- | --------- | ------------------------ | ------------------------------------- | ---------------- |
| 1.  | 24. Juni 2017      | Kaltenkirchen            | ITF $15.000 | Sand      | Albina Xabibulina        | Gabriella Da Silva Fick Magali Kempen | 6:4, 6:0         |
| 2.  | 16. September 2017 | Santa Margherita di Pula | ITF $25.000 | Sand      | Andrea Gámiz             | Aline Thommen Aymet Uzcategui         | 5:7, 6:2, [10:6] |
| 3.  | 11. November 2017  | Hammamet                 | ITF $15.000 | Sand      | Tamara Čurović           | Anastasia Grymalska Giorgia Marchetti | 6:4, 7:67        |
| 4.  | 18. November 2018  | Antalya                  | ITF $15.000 | Sand      | Naho Satō                | Ioana Gaspar Oana Georgeta Simion     | 6:4, 6:2         |
| 5.  | 3. August 2019     | Dublin                   | ITF $15.000 | Teppich   | Karola Patricia Bejenaru | Karolína Beránková Georgia Drummy     | 6:0, 6:4         |
| 6.  | 24. Oktober 2020   | Monastir                 | ITF $15.000 | Hartplatz | Weronika Falkowska       | Anna Ureke Jekaterina Wischnewskaja   | 6:1, 6:0         |